# Czarne złoto (album)
Czarne złoto – pierwszy album studyjny polskiego rapera i producenta muzycznego Lukatricks. Wydawnictwo ukazało się 12 czerwca 2010 roku nakładem wytwórni muzycznej Gopside tctx. w dystrybucji Mystic Production. W niektórych utworach wystąpił wokalnie sam Lukatricks używając swojego drugiego (wcześniejszego) pseudonimu - Jajonasz. Gościnnie w nagraniach wzięli udział m.in. Fokus, HST, Joka, Dab, Tede, Gutek, Bas Tajpan, Toony, Eldo oraz O.S.T.R.. Nagrania dostały do 25. miejsca listy OLiS.

## Lista utworów
Opracowano na podstawie materiału źródłowego.
1. "Triumf" (gościnnie: Fokus, Gano, HST, Mata, MoraL, Świtał, Jajonasz) - 5:39
2. "Trzeba wziąć" (gościnnie: Fokus, HST, Joka, Jajonasz) - 3:57
3. "Muzyka i Śląsk" (gościnnie: Fokus, HST, Siwy Dym, Jajonasz) - 4:33
4. "Mówią o mnie w mieście" (gościnnie: Dab, Fokus, Gano, Tede, Gutek) - 4:43
5. "Talar" (gościnnie: Gano, HST, MoraL, Bas Tajpan) - 4:30
6. "Nienawiść" (gościnnie: HST) - 4:04
7. "Pro-To-Typ" (gościnnie: Fokus, Gano, Mata, Mr Hide, Toony) - 4:51
8. "Złap ze mną kontakt" (gościnnie: IGS, Eldo, HST) - 2:54
9. "Jestem w grze" (gościnnie: Gano, HST, Jajonasz) - 4:15
10. "Podaruj mi trochę słońca" (gościnnie: Fokus, Gano, HST) - 3:42
11. "To Ci ma dać" (gościnnie: Gano, HST) - 5:26
12. "Nigdy tak" (gościnnie: Gano, HST, MoraL) - 3:27
13. "Miliony myśli" (gościnnie: Fokus, MoraL, Pih, Świtał, Jajonasz) - 5:42
14. "Piątek (Historia się powtarza)" (gościnnie: O.S.T.R., Reno, Smarki) - 4:55